# Том, Леон
Леон Том (фр. Léon Tom, 25 октября 1888 — ?) — бельгийский фехтовальщик и бобслеист, чемпион мира и призёр Олимпийских игр.
Родился в 1888 году в Антверпене. В 1912 году принял участие в Олимпийских играх в Стокгольме, но медалей не добился: занял 5-е место в командном первенстве на саблях и личном первенстве на рапирах, и 7-е — в личном первенстве на шпагах. В 1920 году завоевал серебряную медаль в командном первенстве на шпагах на Олимпийских играх в Антверпене. В 1922 году завоевал бронзовую медаль в личном первенстве на саблях на Международном первенстве по фехтованию. В 1924 году принял участие в Олимпийских играх в Париже, где вновь завоевал серебряную медаль в командном первенстве на шпагах. В 1926 году на Международном первенстве по фехтованию завоевал бронзовую медаль в личном первенстве на шпагах. В 1928 году на Летних Олимпийских играх в Амстердаме стал 4-м как в личном, так и в командном первенстве на шпагах, а на Зимних Олимпийских играх в Санкт-Морице принял участие в соревнованиях по бобслею (четвёрки), где занял 6-е место. На Международном первенстве по фехтованию 1930 года Леон Том завоевал золотую медаль в командном первенстве на шпагах.
В 1937 году Международная федерация фехтования признала все проходившие ранее Международные первенства по фехтованию чемпионатами мира.
О дальнейшей жизни Леона Тома информации нет; известно лишь, что он в итоге переехал в Нью-Йорк.